# Zooarchéologie par spectrométrie de masse
La zooarchéologie par spectrométrie de masse, ou ZooMS (pour l'anglais Zooarchaeology by Mass Spectrometry), est une méthode d'analyse du collagène qui permet d'identifier rapidement à quelle famille (voire genre ou espèce) appartient un fragment d'os, y compris fossile. La méthode est rapide et ne requiert que très peu de matériel osseux (10–20 mg).
Le collagène est extrait du fragment osseux à l'aide d'un acide fort ou d'une base forte, puis découpé en chaînes de peptides par de la trypsine (une enzyme). Les peptides sont ensuite ionisés par un laser et envoyés dans un spectromètre de masse qui les sépare. La nature et les quantités respectives des différents peptides est caractéristique de la famille animale, plus rarement du genre ou de l'espèce.
Cette méthode a notamment été utilisée pour trier les milliers de fragments osseux découverts dans la grotte de Denisova et ainsi repérer lesquels provenaient d'un hominidé. Comme il n'y avait pas de grands singes en Sibérie au Paléolithique, les quelques fragments osseux d'hominidés ainsi repérés étaient ceux d'espèces du genre Homo : dénisoviens et néandertaliens. Le tri a notamment permis d'analyser l'ADN du fragment Denisova 11, qui s'est révélé provenir d'un hybride de première génération, issu d'une mère dénisovienne et d'un père néandertalien.